# Flix (canal de televisão)
Flix (estilizado como FLiX) é um canal de televisão americano pago de propriedade da Showtime Networks, uma subsidiária da Paramount Global operado por meio de sua unidade Paramount Media Networks. Sua programação consiste exclusivamente em filmes cinematográficos lançados dos anos 1970 até aos dias de hoje, intercalados com alguns filmes dos anos 1950 e 1960.
É o único serviço de televisão premium nos Estados Unidos que não opera nenhum canal multiplex que forneça programação adicional junto com o serviço principal. Embora o Flix seja normalmente oferecido como parte do multiplex Showtime, o transporte do canal varia dependendo do provedor de cabo e do mercado.

## História
A rede foi lançada em 1 de agosto de 1992, como um serviço "mini-pago" de canal único. O Flix originalmente apresentava filmes dos anos 1960 aos 1980, embora gradualmente começasse a exibir alguns títulos de filmes dos anos 1990 na programação da rede ao longo do tempo. Desde seu lançamento, foi um dos últimos canais premium a restringir a transmissão de filmes censurados à noite. Um aspecto notável do Flix durante seus primeiros dias foi que o canal não apenas anunciava a programação do próprio horário nobre do canal, mas também exibia uma agenda de filmes que deveriam ir ao ar naquela noite em outros canais premium dos EUA, incluindo HBO, Cinemax e Encore, bem como as redes irmãs Showtime e The Movie Channel, durante os intervalos entre os filmes diurnos.
Três anos antes do lançamento do canal, em 1989, a Tele-Communications Inc. fez uma oferta fracassada para adquirir uma participação de 50% na Showtime da Viacom. Houve algum debate se a Viacom ou a TCI conceberam originalmente a ideia do Encore, outro serviço (único) de "minipagamento" que era originalmente semelhante em formato ao Flix, que também se concentrava em filmes dos anos 1960 aos anos 1980 até uma mudança de formato em 1999, na qual aquele canal acrescentou filmes mais recentes à sua programação. Os executivos da Viacom insistiram que a TCI retirou parte da ideia para a Encore da divisão Showtime Networks. John Sie, o presidente da Encore na época, disse em uma entrevista de 1991 ao Multichannel News que a TCI trouxe o conceito da rede Encore como uma forma de revitalizar a Showtime, seja lançando um novo serviço terciário do zero ou reformulando o formato do The Movie Channel.
Em 14 de junho de 2005, a Viacom decidiu se separar em duas empresas, ambas as quais seriam controladas pela empresa controladora da Viacom, National Amusements, em meio à estagnação do preço das ações da empresa. A Viacom original foi reestruturada como CBS Corporation e adquiriu a Showtime Networks junto com os ativos de transmissão da CBS, Paramount Television, a empresa de publicidade Viacom Outdoor (renomeada como CBS Outdoor), Simon & Schuster e Paramount Parks (que mais tarde foi vendida). A nova Viacom manteve a Paramount Pictures, as divisões de canal a cabo da MTV Networks e BET Networks, e a Famous Music (vendida em 2007).
Em 2007, o Flix começou a transmitir certos filmes censurados durante o dia. Naquele mesmo ano, começou a exibir filmes lançados em 2000, incluindo títulos como "Jogo Duro" e "Eclipse Mortal". Outros filmes lançados durante os anos 2000 foram adicionados à programação da rede desde então.
Em 13 de agosto de 2019, a National Amusements anunciou oficialmente que a CBS e a Viacom voltariam a se fundir em uma nova entidade conhecida como ViacomCBS, a ser dirigida pelo CEO da Viacom Bob Bakish como presidente e CEO da nova empresa, enquanto a CEO da National Amusements, Shari Redstone, serviria como presidente. Em 29 de outubro de 2019, a National Amusements aprovou o acordo de fusão e fechou em 4 de dezembro de 2019. Como parte da nova estrutura, a unidade Showtime Networks e seus ativos Showtime, The Movie Channel e Flix, passaram a fazer parte da divisão Premium Content Group da ViacomCBS Domestic Media Networks, junto com a BET e temporariamente a Pop TV, a ser supervisionado pelo CEO da SNI, David Nevins.

## Serviços relacionados

### Flix On Demand
Flix On Demand é o serviço de vídeo sob demanda por assinatura do canal. Está disponível para assinantes que recebem o canal junto com os outros canais do Showtime, embora alguns sistemas a cabo o levem como um serviço gratuito que não exige assinatura como um incentivo para os clientes assinarem o conjunto completo de canais Showtime. Lançado em 2005, oferece filmes clássicos lançados entre os anos 1950 e 1990, que são divididos por categoria com base na década de lançamento: 1950 e 1960, 1970, 1980 e 1990.

## Programação

### Biblioteca de filmes
Desde setembro de 2018, o Flix mantém um acordo de exclusividade de primeira exibição com a CBS Films, Amblin Partners, IFC Films, Global Road Entertainment, e STX Entertainment.
O Flix também exibe séries secundárias, como de filmes teatrais da Walt Disney Studios Motion Pictures (incluindo conteúdo das subsidiárias Walt Disney Pictures, Touchstone Pictures, 20th Century Studios e Hollywood Pictures), Sony Pictures, Miramax (incluindo conteúdo da Revolution Studios e Morgan Creek Productions), Universal Studios (incluindo conteúdo da subsidiária Focus Features), Samuel Goldwyn Films, Bleecker Street (após a janela de TV paga da Amazon Prime), Summit Entertainment (para filmes lançados antes de 2013), The Weinstein Company (para filmes lançados entre 2009 e 2016, incluindo os da Dimension Films), Anchor Bay Entertainment, Metro-Goldwyn-Mayer (incluindo conteúdo das subsidiárias United Artists e Orion Pictures), Paramount Pictures e Lionsgate.
Muitos títulos de filmes menos conhecidos (especialmente aqueles lançados como filmes independentes) que não receberam um lançamento nos cinemas ou foram lançados em DVD também são transmitidos no Flix. A janela entre o lançamento inicial de um filme nos cinemas e sua exibição inicial no Showtime, The Movie Channel e Flix é maior do que o período de carência que leva à transmissão inicial de um filme na HBO, Cinemax ou Starz. Os filmes para os quais a Showtime tem direitos de exibição na televisão paga geralmente são exibidos no Flix e no The Movie Channel durante o período de seu licenciamento.

## Marca

### Slogans da rede
- 1992–1997: "Movies You Grew Up With"
- 1997–2007: "Cool Classics. For the Movie Generation"
- 1997–2007: "For the Movie Generation"
- 2007 – presente: "Cool Classics"